# Havsnajas
Havsnajas (Najas marina) är en växtart i familjen najasväxter.
Havsnajas växer i lös gyttja i grunt, helst bräckt vatten. Ofta i avsnörda laguner, vikar och strandvassar intill kusten. Sällsynt kan den förekomma i sötvatten. I Norden förekommer den längs större delen av Östersjökusten, samt på vissa platser i Norge och Danmark. Den är en tvåbyggare och blir 10–60 centimeter hög, och blommar i juli till september. Frukterna blir 4 till 6 millimeter långa och 1 1/2 millimeter breda.